# Staudruckmaschine
Eine Staudruckmaschine dient zur Gewinnung von elektrischer Energie aus Wasserkraft bei gleichzeitiger Regelung eines bestimmten Wasserniveaus des Zuflusses. 

## Aufbau und Funktion
Die Wirkungsweise der Staudruckmaschine, die an ein konventionelles Wasserrad erinnert, basiert auf dem hydrostatischen Prinzip. Die Staudruckmaschine besteht aus einem Laufrad samt angeschlossenem Generator. Das Laufrad ist so ausgeführt, dass es mit seiner Nabe und den unteren Schaufeln bis auf einen schmalen Spalt das Gerinne fast vollständig verschließt. Durch Abbremsen des Laufrads ist es daher möglich, den Zulauf aufzustauen. Das Abbremsen erfolgt durch einen Generator, der die Bewegungsenergie des Laufrads in elektrischen Strom umwandelt. 
Für den Betrieb der Staudruckmaschine ist nur ein geringer Höhenunterschied erforderlich. Zusätzlich kann sie den Oberwasserpegel regeln. Daher kann die Staudruckmaschine auch bei geringer Fallhöhe und schwankendem Durchfluss zur elektrischen Energiegewinnung eingesetzt werden. Das Funktionsprinzip wird von einigen Autoren mit dem eines geregelten unterschlächtigen Wasserrades mit zusätzlichem Aufstau verglichen, andere vergleichen es eher mit einer Rotationswasserdruckmaschine. Nachteilig ist die langsame Drehzahl mit hohem Drehmoment, die ein mehrstufiges Getriebe erfordert.
Durch die Möglichkeit, den Oberwasserpegel zu regeln, kann die Staudruckmaschine prinzipiell herkömmliche Staustufen ersetzen. Da die Drehgeschwindigkeit des Laufrads genau der Strömungsgeschwindigkeit des Wassers entspricht, können Fische und andere Lebewesen das Laufrad stromabwärts problemlos durchqueren. Stromaufwärts ist weiterhin eine Fischtreppe erforderlich.
Das Prinzip der Staudruckmaschine wurde von Adolf Brinnich (1939–2008) in Österreich zum Patent angemeldet.

## Anlagen
Seit dem 31. März 2006 lief am Wiener Neustädter Kanal in Pfaffstätten eine Pilotanlage. Diese ist zurzeit außer Betrieb.
An der Lenne bei Altena ist die erste Staudruckmaschine in Deutschland mit einer Leistung von 260 kW bei 2 Meter Stauhöhe geplant.
Seit 2010/2012 laufen in den Schleusen 28 und 29 am Wiener Neustädter Kanal zwei Prototypanlagen mit einer Gesamtleistung von 30 kW. Dieser von der TU Graz, Institut für Wasserkraftmaschinen begleitete Versuch wurde im Jahr 2021 beendet und die Anlagen wieder ausgebaut.
Am Wiener Neustädter Kanal wurden 2017 zwei Kleinstwasserkraftwerke in Kottingbrunn und Pfaffstätten saniert und mit Staudruckmaschinen von in Summe 71 kW ausgestattet, die einen Jahresertrag von ca. 450 MWh versprechen.